# 1981 QR2
1981 QR2 är en asteroid i huvudbältet som upptäcktes den 23 augusti 1981 av den belgiske astronomen Henri Debehogne vid La Silla-observatoriet.